# Bridgend (Lothian Occidentale)
Bridgend (Ceann na Drochaid in lingua gaelica scozzese) è una località della Scozia, situata nell'area di consiglio del Lothian Occidentale.